# Deon Jackson

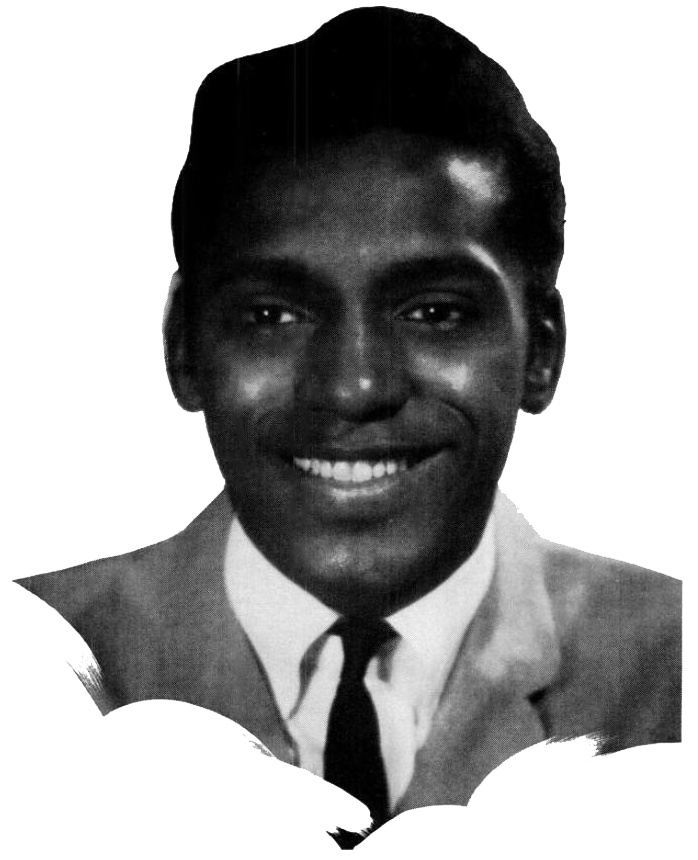
Deon Jackson.

Deon Jackson (26 de enero de 1946 - 19 de abril de 2014), fue una cantante de soul y compositor estadounidense. 
Jackson nació en Ann Arbor, Míchigan. Actuó en grupos vocales y como solista, mientras que asistió a Ann Arbor High School, y firmó para el productor Ollie McLaughlin mientras que todavía asistía a la escuela. El primer single de Deon era su propio "You Said You Love Me", seguido de "Come Back Home"; ambos fueron éxitos regionales en Michigan. Jackson estuvo de gira en gran medida en el circuito del club local antes de lanzar su próximo disco de 1965, "Love Makes the World Go Round" en  Carla Records. La canción se convirtió en un gran éxito pop, y un álbum de larga duración fue lanzado posteriormente en Atco Records. A pesar de que se refiere a menudo como una maravilla de un hit, Jackson tuvo dos sencillos más exitosos, y grabó hasta el final de la década, pero después de esto desapareció de la vista, se presentó sobre todo en el área de Chicago. Jackson falleció el 19 de abril de 2014.

## Singles
| Año  | Título                           | Posición en Lista | Posición en Lista |
| Año  | Título                           | US Pop Singles    | US Black Singles  |
| ---- | -------------------------------- | ----------------- | ----------------- |
| 1966 | "Love Makes the World Go Round"  | 11                | 3                 |
| 1966 | "Love Takes a Long Time Growing" | 77                | -                 |
| 1967 | "Ooh Baby"                       | 65                | 28                |